# Kamertemperatuur

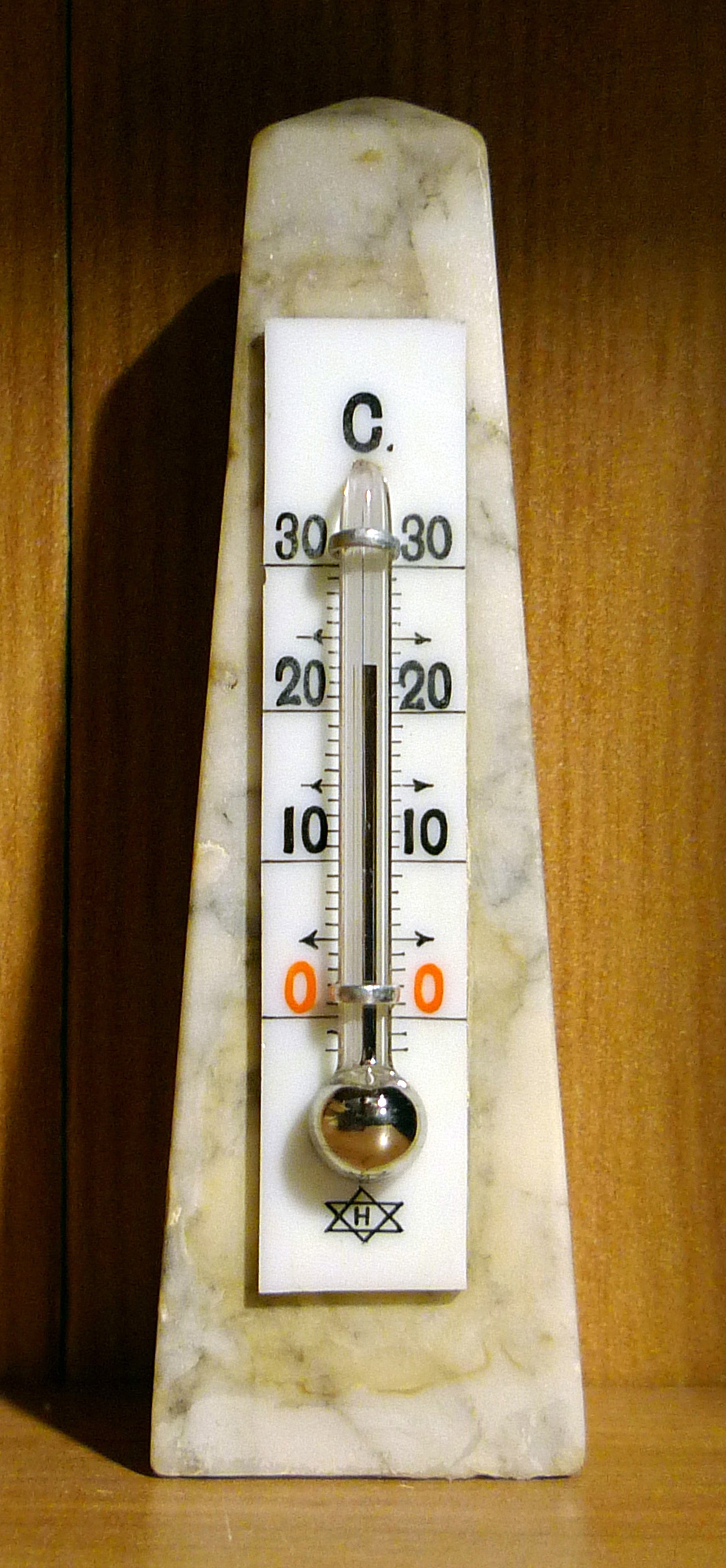
Kwikthermometer die de kamertemperatuur meet

Met kamertemperatuur wordt de gangbare leeftemperatuur in een woonkamer of laboratorium bedoeld. De exacte hoogte verschilt afhankelijk van de context.

## Conservering
Levensmiddelen die "bij kamertemperatuur" bewaard kunnen worden, hoeven niet in de koelkast, al is een te warme opslag (in de zon, bij de kachel) eventueel ook niet bevorderlijk voor de kwaliteit. De kamertemperatuur voor wijn is 18 °C, dat stamt uit de tijd dat men niet zo warm leefde.

## Wetenschap
Kamertemperatuur is afhankelijk van het vakgebied en het historische tijdvak verschillend vastgelegd. Hier is de definitie relevant, omdat natuurkundige en de scheikundige processen veelal een temperatuurafhankelijk verloop hebben. Gangbare definities zijn 25 °C en 20 °C. Lagere temperaturen worden vooral in oudere literatuur genoemd.

## Woningen
Gemiddelde kamertemperatuur in Nederland ligt ongeveer op 21 °C. Dit is natuurlijk afhankelijk van wat de bewoners persoonlijk comfortabel vinden. Ook hangt dit deels af van de gezondheidstoestand of leeftijd van de bewoners. Zo zijn ouderen eerder geneigd de verwarming een aantal graden hoger te zetten. Dit heeft er mee te maken dat oudere mensen meer moeite hebben hun lichaamstemperatuur op peil te houden. Daarnaast is de temperatuur afhankelijk van de ruimte waar gestookt wordt. Zo zijn de meeste cv-installaties zodanig afgeregeld dat (met alle kranen open) een gesloten keuken een graad kouder is dan de woonkamer en de slaapkamers een aantal graden kouder. De ideale temperatuur ligt hier voor de meeste mensen namelijk rond de 16 à 18 °C. De badkamer is vaak een aantal graden warmer, rond de 23 °C.